# Timmorim
Timmorim (hebr.: תימורים) – moszaw położony w samorządzie regionu Be’er Towijja, w Dystrykcie Południowym, w Izraelu.
Leży w północno-zachodniej części pustyni Negew.

## Historia
Moszaw został założony w 1953.

## Gospodarka
Gospodarka moszawu opiera się na intensywnym rolnictwie i sadownictwie.

## Komunikacja
Przy moszawie przebiega droga ekspresowa nr 40  (Kefar Sawa-Ketura).